# پساپتانزی (ویرجینیا)
پساپتانزی (به انگلیسی: Passapatanzy) یک منطقهٔ مسکونی در ایالات متحده آمریکا است که در شهرستان کینگ جورج، ویرجینیا واقع شده‌است.